# Sistema Institucional de Protecció
Un Sistema Institucional de Protecció (SIP), també anomenat 'fusió freda' o 'fusió virtual', és un acord financer entre dues entitats de crèdit o més per reforçar la solvència i la liquiditat del conjunt. Això implica un sistema comú i centralitzat de política financera, de solvència i de risc. Les caixes implicades en un SIP no perden, a curt termini, ni la personalitat jurídica ni les oficines.